# 모다 센터
모다 센터(영어: Moda Center)는 미국 오리건주 포틀랜드에 있는 실내 경기 시설이다. 현재 NBA 포틀랜드 트레일블레이저스의 홈구장이며, 2026년부터 WNBA 포틀랜드 파이어의 홈 경기장으로 사용할 예정이고, 과거 WNBA 포틀랜드 파이어의 홈경기장으로 사용했다.

## NBA프리시즌 경기
| 날짜             | 팀1           | 스코어    | 팀2                       |
| ---------------- | ------------- | --------- | ------------------------- |
| 2024년 10월 16일 | 라티오팜 울름 | 100 - 111 | 포틀랜드 트레일블레이저스 |

## 같이 보기
- 베터런스 메모리얼 콜리시엄